# 문화의 해석
《문화의 해석》(The Interpretation of Cultures)은 미국의 인류학자 클리포드 기어츠(Clifford Geertz)가 저술하여 1973년 발표한 책이다. 클리포드 기어츠는 이 책에서 문화란 "삶에 대한 인간들의 지식과 태도를 소통하고 영속시키며 발전시키는 수단으로 상징적 형태로 표현되는 상속되는 개념의 체계"(culture as "a system of inherited conceptions expressed in symbolic forms by means of which men communicate, perpetuate, and develop their knowledge about and attitudes toward life)라고 기술했다(1973: 89). 클리포드 기어츠는 인류학자의 역할은 각 문화를 이끄는 상징을 해석하려고 시도하는 것이라고 믿었다. 저자가 15년에 걸쳐 발전시킨 문화이론이 축약되어 있는 이 책에서 우리는 20세기 사회사상사의 몇 가지 흐름을 추적해낼 수 있다. 첫 번째는 기능주의 사회학과 인류학으로부터의 영향, 두 번째는 막스 베버의 종교사회학으로부터의 영향을 들 수 있다. 세 번째는 라일, 윈치, 에번스 프리처드 등의 저술에 나타나는 비트겐슈타인의 일상언어철학으로부터 영향을 받은 민족지적 연구들의 영향이다. 네 번째는 케네스 버크 및 수잔 랑어의 기호이론의 영향이며, 마지막으로 리쾨르 등에 의해서 발전된 해석학 이론의 영향이다. 기어츠의 연구를 이중 어느 특정 학파에 속하는 것으로 분류하는 것은 매우 어렵다. 오히려 이들 다양한 이론들을 수용하면서도 그에 대한 부분적 비판을 통하여 사회과학의 새로운 이론적 종합을 이룩하려고 노력했다고 보아야 할 것이다.

## 두꺼운 기술
두꺼운 기술(Thick description) 혹은 중적 기술은 인류학과 타 학문 영역에서 인간 행위를 대할 때, 단지 행위 자체의 설명에 그치지 않고, 그 행위의 맥락(context)을 설명하는 방법이다. 예컨대 하나의 행위가 타자(他者)에게 의미화 되는 것에 관심을 갖는 것이다.
이 용어는 인류학자 클리포드 기어츠(Clifford Geertz)의 저서 문화의 해석(『The Interpretation of Cultures』)에서 클리포드 자신 특유의 민족지학 연구 방법을 묘사하기 위해 쓰였다(Geertz 1973:5-6, 9-10). 책이 발표된 이후부터 ‘두꺼운 기술’과 그 방법론은 사회학과 사회학 너머의 영역의 안에서 통용되고 있다. 오늘날 ‘두꺼운 기술’은 ‘신 역사주의’라고 알려진 문예 비평의 한 종류를 포함해 다양한 학문영역에서 이용되고 있다.
클리포드의 에세이 “Thick Description : Toward an Interpretive Theory of Culture"(1973)에서, 기어츠는 철학자 길버트 라일(Gilbert Ryle), 특히 그의 강의”What is le Penseur doing?"에서 ‘두꺼운 기술’의 개념을 채택했다고 설명한다.

## 같이 보기
- 두꺼운 기술
- 문화